# Radosław Widow
Radosław Widow (bułg. Радослав Видов, ur. 23 listopada 1968) – bułgarski piłkarz występujący na pozycji obrońcy, reprezentant Bułgarii.

## Kariera klubowa
Grę w piłkę nożną rozpoczął w połowie lat 80. XX wieku w amatorskim klubie Kom Berkowica. Następnie występował w Balkanie Botewgrad oraz FK Wraca, z którym w sezonie 1989/90 spadł z A RFG. W przerwie zimowej sezonu 1990/91 został zawodnikiem CSKA Sofia, prowadzonego przez Asparucha Nikodimowa. 2 marca 1991 zadebiutował w wygranym 3:0 meczu przeciwko Beroe Stara Zagora i od tego momentu stał się podstawowym środkowym obrońcą. We wrześniu 1991 roku zadebiutował w rozgrywkach o europejskie puchary w meczu z AC Parma (0:0) w ramach Pucharu UEFA 1991/92. W sezonie 1991/92 wywalczył z CSKA mistrzostwo Bułgarii. Po objęciu funkcji trenera przez Cwetana Jonczewa latem 1992 roku, Widow zaczął pełnić rolę rezerwowego. W sezonie 1992/93 zdobył Puchar Bułgarii.
Jesienią 1994 roku odszedł z zespołu i został zawodnikiem Botewa Płowdiw. W 1995 roku dotarł z tym klubem do finału Pucharu Bułgarii, w którym Botew uległ 2:4 Łokomotiwowi Sofia. W 1996 roku przeniósł się do Spartaka Płowdiw, skąd następnie przeszedł do Sławii Sofia, w barwach której zakończył karierę zawodniczą.

## Kariera reprezentacyjna
W październiku 1991 roku otrzymał od selekcjonera Dimityra Penewa pierwsze powołanie do reprezentacji Bułgarii. 16 października 1991 zagrał w wygranym 4:0 spotkaniu przeciwko San Marino w ramach eliminacji do Mistrzostw Europy 1992, zamykając swój dorobek w drużynie narodowej na jednym występie.

## Sukcesy
CSKA Sofia
- mistrzostwo Bułgarii: 1991/92
- Puchar Bułgarii: 1992/93